# Katarbei
Katarbei (en rus: Катарбей) és un poble de l'óblast d'Irkutsk, a Rússia, que en el cens del 2010 tenia 456 habitants.